# سورونباي جينبيكوف
سورونباي شاريبوفيك جينبيكوف (بالقيرغيزية: Сооронбай Шарипович Жээнбеков) أو سورونباي جينبيكوف (ولد في 16 نونبر، 1958) هو سياسي قيرغيزي، وهو الرئيس السابق لقيرغيزستان منذ 1 ديسمبر 2017 حتى استقالته في 15 أكتوبر 2020، وقد كان سابقًا الوزير الأول لقيرغيزستان منذ أبريل 2016.

## النشأة والتعليم
ولد جينبيكوف في قرية تسمى بيي ميرزا، في منطقة أوش، أخوه أسيلبيك جينبيكوف أيضا سياسي، إلتحق سورونباي بأكاديمية قيرغيزستان للفلاحة، ثم تخرج كمهندس علم الحيوان في 2003, ثم أتمَّ بعدها دراسته في علم الإقتصاد من الجامعة الوطنية للزراعة بقيرغيزستان.

## الانتخابات الرئاسية لقيرغيزستان 2017
أعلن جينبيكوف في 21 أغسطس 2017, أنه مرشح في الانتخابات الرئاسية ل2017, كما أنه رغب في أن يكون في موقف مساوي مثل باقي المرشحين.

أُقيمت الانتخابات يوم 15 أكتوبر 2017 ,ثم أعلن مركز قيرغيزستان للانتخابات أن 54.7 في المئة من المصوّتين الذي بلغ عددهم 1.7 مليون مصوت، صوتوا لسورونباي. وأن النصر جعل من اقتراع على دورتين غير ضروري.
| المناصب السياسية    | المناصب السياسية                     | المناصب السياسية |
| ------------------- | ------------------------------------ | ---------------- |
| سبقه Temir Sariyev ‏ | رئيس وزراء قرغيزستان 13 أبريل 2016 - | تبعه             |

## روابط خارجية
- سورونباي جينبيكوف على موقع IMDb (الإنجليزية)
- سورونباي جينبيكوف على موقع مونزينجر (الألمانية)